# Kraków Złocień
Kraków Złocień – przystanek osobowy PKP Polskich Linii Kolejowych, zlokalizowany na krakowskim Bieżanowie, obok Osiedla Złocień, przy ulicy Złocieniowej i rzece Serafie, w województwie małopolskim.

## Ruch pasażerski
| Rok  | Wymiana pasażerska na dobę |
| ---- | -------------------------- |
| 2017 | –                          |
| 2022 | 200–299                    |

## Opis obiektu
Na przystanek składają się:
- 2 jednokrawędziowe, 200-metrowe perony
- Wiaty przystankowe
- Słupy oświetleniowe
- Ławki
- 2 windy
- Tablice informacyjne